# Qamil Musa Haxhi Feza
Qamil Musa Haxhi Feza (ur. w Elbasanie, zm. ?) – żyjący na przełomie XIX i XX wieku major wojska Imperium Osmańskiego (binbaşı) i albański polityk przeciwny władzy Wilhelma zu Wieda.

## Życiorys
W maju 1914 roku spotkał się w Krui z Musą Qazimim, gdzie zdecydowali o nawiązaniu prowadzeniu oporu przeciwko Wilhelmowi zu Wiedowi, panującemu od lutego tegoż roku. Dążyli również do sprzymierzenia Albanii z Imperium Osmańskim oraz do osadzenia na albańskim tronie Şehzade Mehmeda Burhaneddina, syna ówczesnego osmańskiego sułtana Abdülhamida II.
W celu obalenia Wieda wybuchło powstanie w środkowej części Albanii; dnia 3 czerwca Feza został wybrany na członka powstańczej Rady Generalnej przewodzonej przez Mustafę Ndroqiego.
We wrześniu 1914 roku był przewodniczącym Komisji Administracyjnej.